# Mikroregion Rio Preto da Eva

Mikroregion Rio Preto da Eva

Mikroregion Rio Preto da Eva – mikroregion w brazylijskim stanie Amazonas należący do mezoregionu Centro Amazonense. Ma powierzchnię 31 373,5 km².

## Gminy
- Presidente Figueiredo
- Rio Preto da Eva